# Mega Man X2
Mega Man X2, также известная как Rockman X2 (яп. ロックマンX2 Рокуман X2) в Японии, — видеоигра, разработанная Capcom для приставки Super Nintendo Entertainment System. Игра была выпущена в Японии 16 декабря 1994 года и в 1995 году в Северной Америке и странах региона PAL. Эта игра является прямым сиквелом Mega Man X , которая была выпущена годом ранее. События Mega Man X2 разворачиваются в недалёком будущем, в котором люди пытаются мирно сосуществовать с роботами, называющими себя «Реплоиды» (англ. Reploids), некоторые из которых становятся одиночками (англ. Maverick) и угрожают мирным жителям. Главным героем является андроид Mega Man X, который спас человечество от злодея Сигмы (англ. Sigma) шестью месяцами ранее. Он сражается против трёх одиночек, называющих себя Охотниками Х (англ. X-Hunters).
Игровой процесс Mega Man X2 похож на геймплей предыдущих игр серии и содержит множество элементов, традиционных для игр жанра action и платформеров. Задача игрока заключается в прохождении ряда уровней, уничтожая врагов, получая различные улучшения и специальное оружие после победы над боссом в конце каждой локации. Как и в Mega Man X, игрок может получать специальные способности, находя дополнительные части брони. Графика Mega Man X2 также похожа на графику её предшественницы, но разработчики Capcom дополнили игровой картридж чипом CX4, который позволил использовать некоторые трёхмерные каркасные эффекты.
Графика, звук и игровой процесс Mega Man X2 получили положительные отзывы критиков. Однако ряд журналистов были разочарованы малым количеством отличий игры от предыдущей части. Mega Man X2 был включён в сборник Mega Man X Collection для приставок Nintendo GameCube и PlayStation 2, который был выпущен в Северной Америке в 2006 году. Игра также была выпущена для мобильных телефонов в 2008 году в Японии и в 2009 году во всём мире, а также для Wii Virtual Console в 2011 в Японии и в 2012 году во всём мире. Позже игру переиздали в сборнике Mega Man X Legacy Collection для Nintendo Switch, PlayStation 4, Xbox One и PC в 2018 году.

## Игровой процесс
Mega Man X2 — игра в жанре action и платформер; геймплей аналогичен Mega Man X и другим предыдущим играм серии. Игрок управляет протагонистом по имени X. Задача заключается в прохождении восьми уровней и уничтожении встречающихся врагов. Все уровни двухмерны, порядок их прохождения выбирает игрок. Изначально главный герой имеет следующие способности: бег, прыжки, подкаты и стрельба из ручной пушки, которая называется «X-Buster». Игрок не только уничтожает врагов, но и преодолевает различные препятствия: бездонные ямы, шипы, лаву и другие. По мере прохождения игры игрок может получать дополнительные жизни и предметы, которые восстанавливают здоровье и пополняют боезапас. В конце каждого уровня необходимо победить босса; после победы над ним игрок получает специальное оружие — его можно использовать на следующих уровнях.

## Отзывы и критика
Mega Man X2 получил в основном положительные отзывы; особенно была отмечена графика, звук и увлекательный игровой процесс. Журналист GamePro заметил, что по сравнению с Mega Man X, эта игра «была улучшена практически во всех аспектах». «Новый чип C4 оживляет уже хорошую графику, управление в игре удобно, а уровни содержат больше врагов и секретных локаций, чем в любой другой предыдущей игре серии MM», — заключает он.
Несмотря на то, что большинство отзывов были положительными, некоторые журналисты отметили, что игра слишком мало отличается от своей предшественницы и других игр серии. Журналисты 1UP.com пишут о том, что эта игра не станет запоминающейся серией во франшизе. Несмотря на то, что Mega Man X2 продолжает сюжет предыдущей части, игра сама по себе оказалась «практически такой же… но не столь хорошей» по мнению одного из обозревателей 1UP.com.